# Bagnan
Bagnan là một thị trấn thống kê (census town) của quận Haora thuộc bang Tây Bengal, Ấn Độ.

## Địa lý
Bagnan có vị trí 22°28′B 87°58′Đ / 22,47°B 87,97°Đ Nó có độ cao trung bình là 6 mét (19 foot).

## Nhân khẩu
Theo điều tra dân số năm 2001 của Ấn Độ, Bagnan có dân số 8779 người. Phái nam chiếm 51% tổng số dân và phái nữ chiếm 49%. Bagnan có tỷ lệ 68% biết đọc biết viết, cao hơn tỷ lệ trung bình toàn quốc là 59,5%: tỷ lệ cho phái nam là 74%, và tỷ lệ cho phái nữ là 62%. Tại Bagnan, 12% dân số nhỏ hơn 6 tuổi.